# Fehéregyházi Tibor
Fehéregyházi Tibor (Budapest, 1932. február 14. – Saskatoon, 2007. július 10.) magyar-kanadai színész, színházigazgató, színházi rendező.

## Életpályája
Gyerekszínészként tűnt fel 1945 után a Magyar Rádióban. Szerepelt a Nemzeti Színházban (1955-1956) és a Pódium Kabaréban is. 1951–1956 között végezte el a Színművészeti Akadémiát; főiskolásként több szerepet is eljátszott a fővárosi színházakban. 1956-ban Nyugatra ment. Olaszország után Kanadába került. Montrealban rendezői szakot végzett 1963–1965 között. 1965-től különböző angol nyelvű kanadai színházak színésze vagy művészeti vezetője volt. 1966-ban a manitobai Winnipegbe költözött, ahol a Royal Winnipeg Ballet-nek produkciós menedzsere volt. 1969-ben a Manitoba Theatre Centre igazgatója és rendezője lett. 1975-től Edmontonban, Thunder Bay-ben és Saskatoon-ban is dolgozott. 1982-ben lett a Saskatchewan tartománybeli Saskatoon Persephone Theatre igazgatója.
Németh Antal Madách-filmjében is játszott, majd később Keleti Márton: Az élet hídja című filmjében (1956) Tóni szerepét kapta meg. Capek Fiaim című darabjában Bulla Elma partnere volt. Többször szerepelt filmben, TV-játékban és a rádióban is.

## Színházi szerepei
- Anouilh: Poggyász nélkül – Kisfiú
- Pirandello: Az ember, az állat és az erény – Nono
- Gorkij: Az anya – Katonatisz
- William Shakespeare: III. Richárd – 3. hírnök
- Illyés Gyula: Dózsa György – Kelemen diák
- Capek: Fiaim – Tóni

## Filmjei
- A 9-es kórterem (1955)
- Az élet hídja (1956)
- Street Legal (1990)
- Murder Seen (2000)

## Díjai
- Order of Canada kitüntetés (2005)